# Czarków
Czarków (deutsch: Scharkow, 1936–1945 Sandhuben) ist ein Ort in der Landgemeinde Wielowieś im Powiat Gliwicki der Woiwodschaft Schlesien in Polen. Vor 1945 war der polnische Ortsname Ciarków.

## Geschichte
1945 kam der Ort unter polnische Verwaltung.
Von 1975 bis 1998 lag Czarków in der neu gestalteten Woiwodschaft Katowice. 1999 kam Czarków zur neuen Woiwodschaft Schlesien und in den wiederentstandenen Powiat Gliwicki.

## Verkehr
Der Bahnhof Czarków lag an der Bahnstrecke Pyskowice–Lubliniec südlich der Kreuzung mit der Bahnstrecke Tarnowskie Góry–Opole.